# L'Hostal Antic
L'Hostal Antic és una obra de Riudarenes (Selva) inclosa a l'Inventari del Patrimoni Arquitectònic de Catalunya.

## Descripció
Edifici de planta rectangular, i pis superior. La teulada és a dues vessants, amb teula àrab i cornisa catalana. Les obertures de la façana són rectangulars, amb ampit, brancals i llindes de pedra només en una finestra i a la porta. Hi ha una altra finestra simple. L'entrada està tancada per una porta de ferro moderna. La façana està afectada per una construcció posterior que en tapa la meitat perquè es troba adossada al mur perpendicularment. A l'esquerra de l'edifici hi ha un garatge adossat amb porta de fusta. La llinda de la porta principal té la data inscrita de 1779 i una inscripció difícil d'identificar.

## Història
Aquest edifici havia estat l'antic hostal de l'Esparra. Es va tancar fa molts anys i ha estat en règim de lloguer a temporades.